# Jean Pliya
 (avril 2023).
 (avril 2023).
Si vous disposez d'ouvrages ou d'articles de référence ou si vous connaissez des sites web de qualité traitant du thème abordé ici, merci de compléter l'article en donnant les références utiles à sa vérifiabilité et en les liant à la section « Notes et références ».

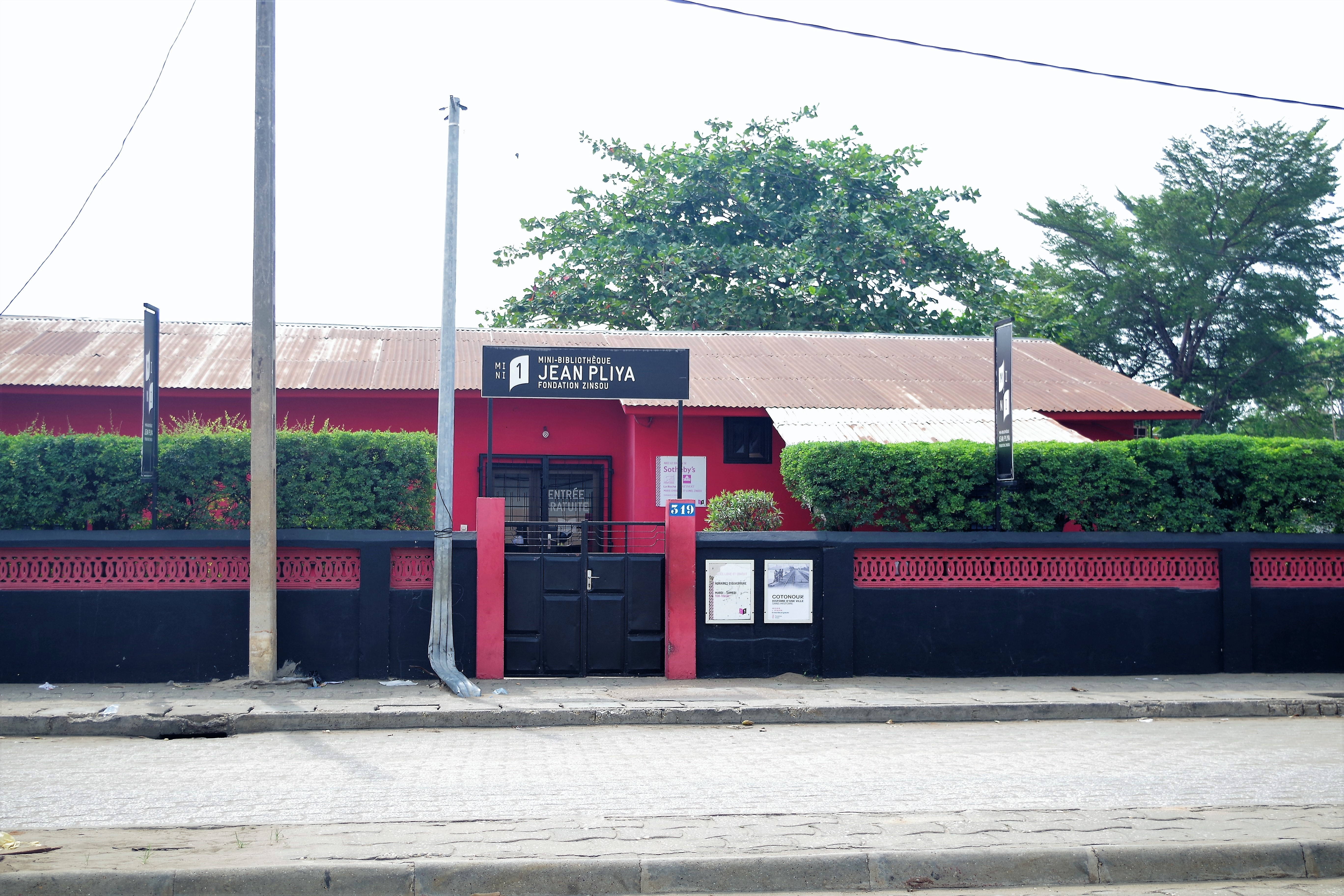
Mini Bibliothèque Jean Pliya à Cotonou-Bénin

Jean Pliya, né le 21 juillet 1931 à Djougou, au Dahomey (actuel Bénin) et mort le 15 mai 2015 à Abidjan, en Côte d'Ivoire, est un enseignant, écrivain et homme politique béninois.

## Biographie

### Début et parcours académique
Jean Pliya naît le 21 juillet 1931 à Djougou au Dahomey, colonie française. Il commence ses études secondaires en 1946 dans ce pays et les poursuit en Côte d’Ivoire. 
Il fait des études supérieures à l’université de Dakar puis à l'université de Toulouse. 
Il obtient une licence de géographie en 1955, puis un DES en 1957.
La même année, il passe le CAPES et devient professeur certifié d’histoire et de géographie.

### Parcours professionnels
Il enseigne l’histoire et la géographie de 1957 à 1969 en France (à Cahors et à Lyon) puis au Bénin (à Porto-Novo et à Cotonou) et enfin au Togo. 
Il est assistant de géographie de 1969 à 1972 à l’université nationale du Bénin (UNB) et maître-assistant depuis 1976. 
De 1983 à 1991, il enseigne la géographie tropicale et économique à l’université de Niamey au Niger. 
Ancien recteur de l'UNB, il occupe plusieurs fonctions publiques. Il est directeur de cabinet du ministre de l'Éducation nationale de 1961 à 1963, secrétaire d'État chargé de l'Information et du Tourisme en 1963.

### Parcours politiques
Il est  directeur de cabinet du général Soglo, puis député d'Abomey et premier secrétaire de l'Assemblée nationale. 
Il est le Berger national émérite du Renouveau charismatique catholique du Bénin.
Il est marié et père de sept enfants.

## Décès inhumation et hommages
Jean Pliya meurt le 15 mai 2015 à Abidjan, en Côte d'Ivoire, à l'âge de 83 ans. Le 28 mai 2015, il est enterré à son domicile à Abomey-Calavi,.

## Œuvres
- L'Arbre fétiche, recueil de nouvelles (L'Arbre fétiche, La Voiture rouge, L'homme qui avait tout donné, le Gardien de nuit), Yaoundé, Éditions CLE, 1971
- Kondo le requin, consacré au roi Behanzin, Yaoundé, CLE, 1981 (Grand prix littéraire d'Afrique noire 1967, ex aequo avec François-Borgia Marie Evembé[11])
- Les Chimpanzés amoureux, Le Rendez-vous, La Palabre de la dernière chance, nouvelles, les Classiques africains, 1977
- La Secrétaire particulière, Yaoundé, Éditions CLE, 1973
- Les Tresseurs de cordes, Paris, Hatier, Abidjan, CEDA, 1987
- La Fille têtue, contes et récits traditionnels du Bénin, Abidjan ; Dakar ; Lomé, Nouvelles Éditions africaines, 1982
- L'histoire de mon pays, le Bénin, Cotonou, La Librairie Notre-Dame, 1993, 3e éd., 142 p.
- Rosaire : Chemin de vie, Paru en 2002
- Des ténèbres à la Lumière, Saint Paul éditions religieuses , Paris Parution : février 2006
- Le combat spirituel : « Résistez au Diable et vous serez libres », Paris, Saint Paul éditions religieuses, 2014, 160 p. (ISBN 978-2-35117-068-7)
- Prières après la communion : Eucharistie, Soleil de justice, Paris, Éditions Pierre Téqui, 2015, 96 p. (ISBN 978-2-7403-1881-2)
- Neuvaine de protection spirituelle
- Vie Chrétienne authentique et Protection de Dieu
- Prier comme un enfant de roi, Paris, Ephata, 2023, 288 p. (ISBN 978-2-38550-015-3)

## Distinctions
- Grand prix littéraire d'Afrique noire (1967)[12],
- Commandeur de l'ordre du Mérite du Bénin (1962)[13],
- Chevalier de l’ordre national du Dahomey (1995)[14],
- Grand officier de l’ordre national du Dahomey (2011)[15].